# Storthyngurella andeepae
Storthyngurella andeepae is een pissebed uit de familie Munnopsidae. De wetenschappelijke naam van de soort is voor het eerst geldig gepubliceerd in 2004 door Marina Malyutina & Angelika Brandt.